# Thomas Dekker (Radsportler)
Thomas Dekker (* 6. September 1984 in Dirkshorn) ist ein ehemaliger niederländischer Radrennfahrer.
Dekker galt als eines der größten Talente des niederländischen Radsports. Bis zu einer Sperre wegen Dopings ab Juli 2009 galt er als die größte Hoffnung auf den nächsten niederländischen Tour-de-France-Sieg nach Jan Janssen 1968 und Joop Zoetemelk 1980.

## Beginn der Profikarriere
2005 erhielt Dekker einen Vertrag bei Rabobank, nachdem er vorher zwei Jahre für dessen Nachwuchs-Mannschaft gefahren war. 2004 errang er bei den Weltmeisterschaften im Straßenrennen und im Zeitfahren der U23-Klasse jeweils Silber. 2003 wurde er Dritter im Straßenrennen der U23.
2005 gewann Dekker beim Critérium International die Bergetappe und wurde Zweiter im Gesamtklassement. Bei den ProTour-Rennen Eneco Tour und Polen-Rundfahrt wurde er Vierter bzw. Dritter in der Gesamtwertung und gewann bei letzterer Rundfahrt die achte Etappe, ein 19 Kilometer langes Bergzeitfahren. Bei seiner ersten großen Rundfahrt, dem Giro d’Italia 2005 erreichte er den 75. Gesamtrang.
Sein bis dahin größter Erfolg gelang ihm im März 2006, als er die einwöchige italienische Pro-Tour-Rundfahrt Tirreno–Adriatico gewann. Bei dieser übernahm er auf der fünften Etappe die Führung in der Gesamtwertung und konnte sie bis zum Ende verteidigen. Im Jahr darauf gewann er Anfang Mai die Gesamtwertung der Tour de Romandie, nachdem er das Einzelzeitfahren für sich entschieden hatte. Auf der sechsten Etappe der Tour de Suisse, bewies er seine Kletterqualitäten und entschied die Bergankunft für sich.
Im August 2008 wurde die vertragliche Bindung (bis 2009) zu seinem Arbeitgeber Rabobank vorzeitig beendet. Zuvor hatte es Gerüchte gegeben, dass Dekker mit der Teamleitung unzufrieden sei – er wurde nicht für die Tour de France 2008 nominiert – und mit dieser nur noch über seine Anwälte kommuniziere. Zudem zog er sich aus der Auswahl für die Olympischen Spiele in Peking zurück, da er nicht in guter Form sei. Ab Beginn der Saison 2009 fuhr er im Team von Silence-Lotto.

## Doping und Comeback
Bei Urin-Nachkontrollen aus dem Jahr 2007 wurde Thomas Dekker am 30. Juni 2009 nach langen Verdächtigungen des Dopings mit Erythropoetin (EPO) überführt. Sofort wurde er aus dem Tour-de-France-Kader des Teams Silence Lotto gestrichen und suspendiert. Schon im Frühjahr 2009 hatte das Nachrichtenmagazin Focus Dekker als mutmaßlichen Kunden des Dopinghändlers Stefan Matschiner benannt.
Anfang März 2010 wurde bekannt, dass Thomas Dekker bis 1. Juli 2011 gesperrt wurde. Nach Ablauf seiner Sperre wurde Dekker vom Chipotle Development Team verpflichtet, einem Farmteam von Team Garmin-Cervélo.
Mit einem Wechsel 2012 zu Garmin-Sharp fuhr er wieder in einem Team der höchsten Kategorie UCI ProTeam. Nennenswerte Siege bei bekannten Rennen konnte er allerdings dort nicht einfahren. Zur Saison 2015 fusionierte sein Team mit dem Cannondale und sein Vertrag wurde von der neu entstandenen Mannschaft nicht verlängert.
Im Februar 2015 machte Thomas Dekker den Versuch, den wenige Wochen zuvor vom Australier Rohan Dennis aufgestellten Stundenweltrekord in Aguascalientes zu verbessern, verpasste aber eine neue Bestmarke um 270 Meter. Nachdem sein Versuch, durch einen neuen Stundenweltrekord einen Vertrag bei einem Team zu bekommen, gescheitert war, gab Dekker rund vier Wochen später seinen Rücktritt vom aktiven Radsport bekannt.
In der Erklärung zu seinem Rücktritt im März 2015 schrieb Dekker: „Als Jung-Profi wolle ich nur eines: Rennen gewinnen. Und am besten so viele wie möglich. Ich wollte um jeden Preis gewinnen. Das war meine Stärke, und zur gleichen Zeit hat es mich in die Falle gelockt. Es hat mich sehr tief sinken lassen.“

## Privates und Berufliches
2016 machte Thomas Dekker zunächst private Schlagzeilen in der Boulevardpresse. Es wurde bekannt, dass er der Lebensgefährte von Nathalie Marciano ist, der geschiedenen Ehefrau von Maurice Marciano, einem der Gründer des Modeunternehmens Guess. Er sei „in die Butter gefallen“ und führe jetzt ein Jetset-Leben in Los Angeles, so eine der Zeitungen.
Im November 2016 erschien Dekkers Autobiographie Mijn Gevecht. In dem Buch beschuldigt er unter anderen den einstigen Sportlichen Leiter des Teams Bianchi, Jacques Hanegraaf, dieser habe ihn an den spanischen Dopingarzt Eufemiano Fuentes vermittelt. Der Mitautor, der ehemalige Radprofi und Journalist Thijs Zonneveld, berichtete von Klage- und Gewaltandrohungen gegen Dekker. Im Juni 2017 erschien das Buch unter dem Titel Thomas Dekker: Unter Profis auf Deutsch im Covadonga Verlag.

## Erfolge
2004
- Gesamtwertung Olympia’s Tour

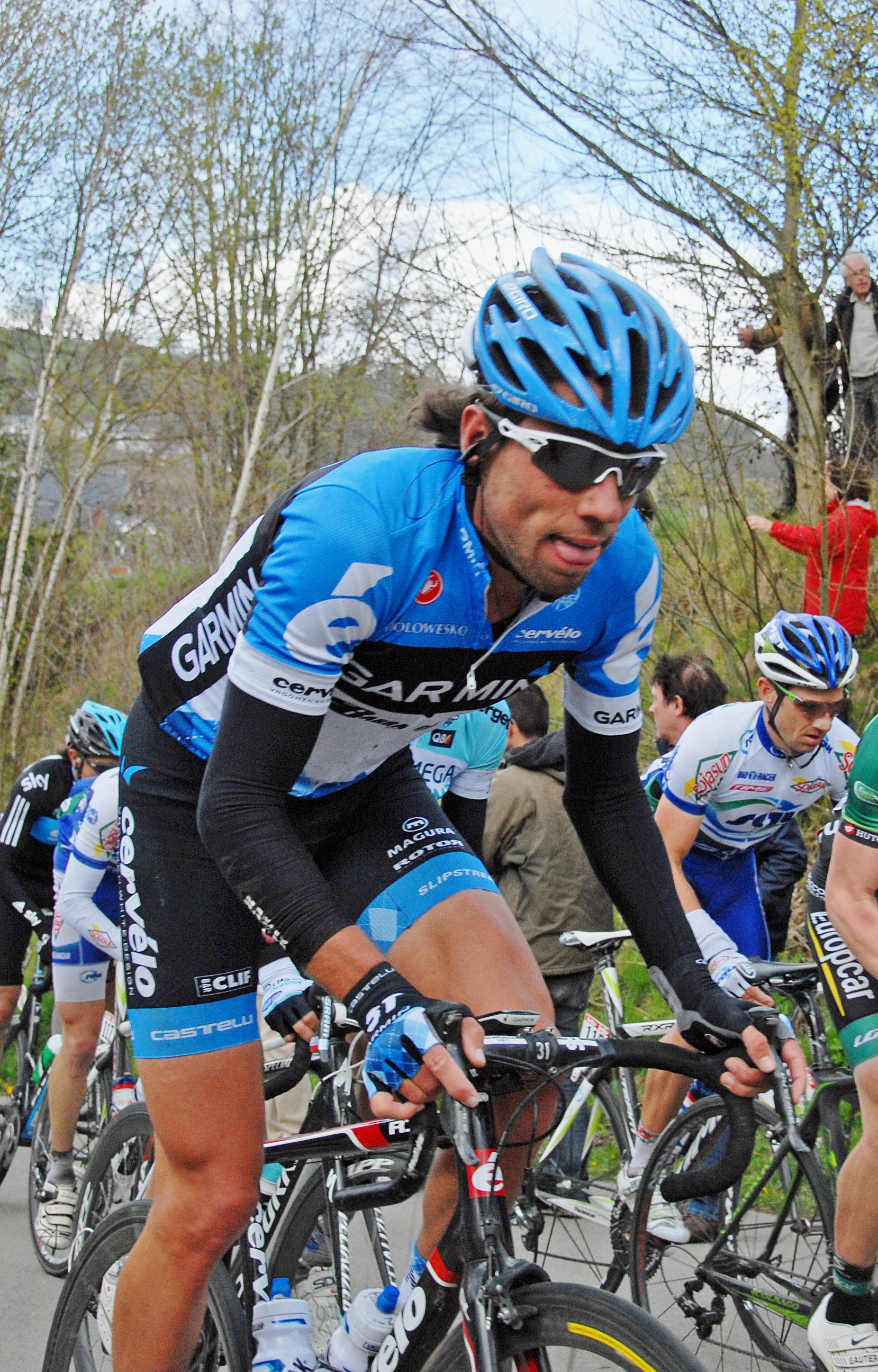
Dekker bei Lüttich–Bastogne–Lüttich (2012)

- Niederländischer Meister – Zeitfahren
- GP Eddy Merckx (mit Koen de Kort)
- Gesamtwertung Tour de Normandie
- Gesamtwertung Internationale Thüringen Rundfahrt

2005
- Niederländischer Meister – Zeitfahren
- GP Stad Zottegem
- eine Etappe Polen-Rundfahrt

2006
- Gesamtwertung Tirreno–Adriatico

2007
- Trofeo Pollença
- Gesamtwertung und eine Etappe Tour de Romandie
- eine Etappe Tour de Suisse
- Gesamtwertung und zwei Etappen 3-Länder Tour

2011
- Duo Normand (mit Johan Van Summeren)

2012
- Mannschaftszeitfahren Tour of Qatar
- eine Etappe Circuit Cycliste Sarthe

## Grand-Tour-Platzierungen
| Grand Tour            | 2005 | 2006 | 2007 | 2008 | 2009 | 2010 | 2011 | 2012 | 2013 | 2014 |
| --------------------- | ---- | ---- | ---- | ---- | ---- | ---- | ---- | ---- | ---- | ---- |
| Giro d’ItaliaGiro     | 75   | –    | –    | –    | –    | –    | –    | –    | 136  | DNF  |
| Tour de FranceTour    | –    | –    | 35   | –    | –    | –    | –    | –    | –    | –    |
| Vuelta a EspañaVuelta | –    | –    | –    | –    | –    | –    | –    | 149  | –    | –    |

## Teams
- 2003–2004 Rabobank TT3
- 2004–2008 Rabobank (bis 15. August)
- 2009 Silence-Lotto
- 2011 Chipotle Development Team (ab 1. August)
- 2012–2014 Garmin Sharp